# Hama (przedsiębiorstwo)

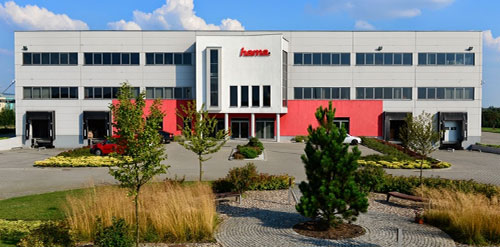
Siedziba Hama Polska

Hama (wł. Hama GmbH & Co. KG) – niemiecka firma produkująca akcesoria fotograficzne i elektroniczne, z siedzibą w Monheim w Bawarii.
Przedsiębiorstwo zostało założone w 1923 r. w Dreźnie przez 18-letniego fotografa Martina Hanke jako Hamaphot KG. Specjalizowało się w akcesoriach fotograficznych. Zakłady zostały zniszczone w czasie II wojny światowej, a następnie odbudowane w 1945 r. w Monheim. W 1993 r. zmieniono nazwę na Hama, a asortyment rozszerzono o akcesoria komputerowe. W 2007 r. zatrudnienie wynosiło ok. 2000 osób, z czego ok. 1400 w Bawarii. Asortyment firmy obejmuje ok. 16 000 artykułów (sierpień 2006).
Oddziały firmy działają w następujących krajach: Austria, Czechy, Dania, Francja, Hongkong, Hiszpania, Słowacja, Szwajcaria, Polska, Węgry, Wielka Brytania.
Nazwa – skrótowiec Hama pochodzi od nazwiska i imienia założyciela, Hanke Martin. Stworzono także slogan reklamowy od nazwy: Hat alles, macht alles, czyli „Ma wszystko, robi wszystko”.
W lipcu 2006 r. w zakładach uruchomiono nowy ciąg technologiczny dla zapewnienia kontroli jakości, optymalizacji przyjęcia towarów i obsługi technicznej. Magazyny wysokiego składowania mieszczą 27 500 palet. Produkty posiadają wszystkie wymagane prawem certyfikaty, dopuszczające je do handlu w UE i w Polsce, m.in. CE i TÜV.

## Hama Polska
Powstała w 2000 roku Hama Polska umieściła swoją siedzibę w Robakowie pod Poznaniem, oddając do dyspozycji pracowników biurowiec z magazynem oraz liczącym 800 m² showroomem, gdzie można testować oraz zapoznać się z całościową ofertą produktową. Liczące około 4500 indeksów portfolio produktowe firmy stanowią marki własne Hama, Xavax, Thomson, Coocazoo, StepbyStep, uRage oraz szereg marek gościnnych.

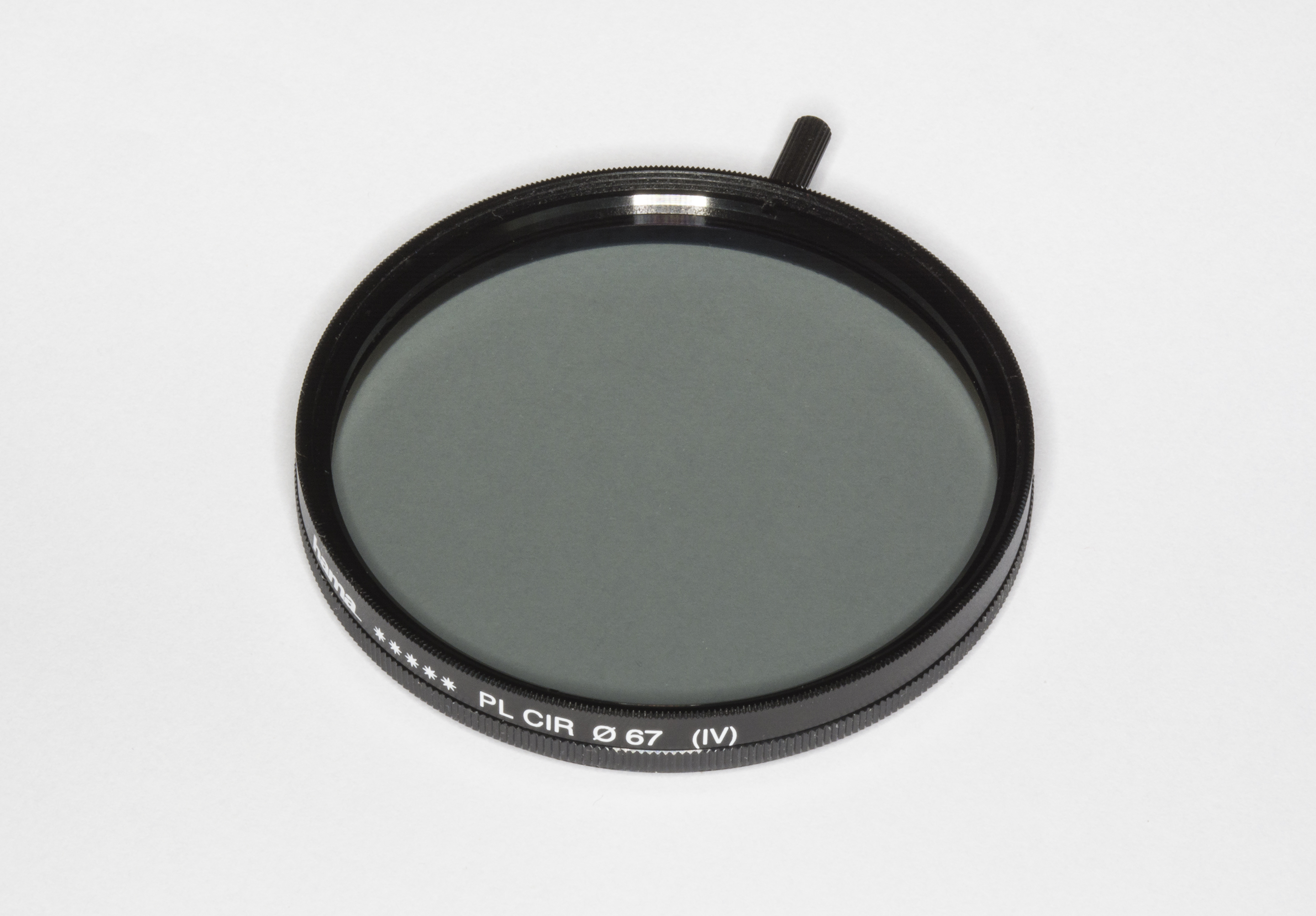
Filtr polaryzacyjny Hama PL CIR (IV)
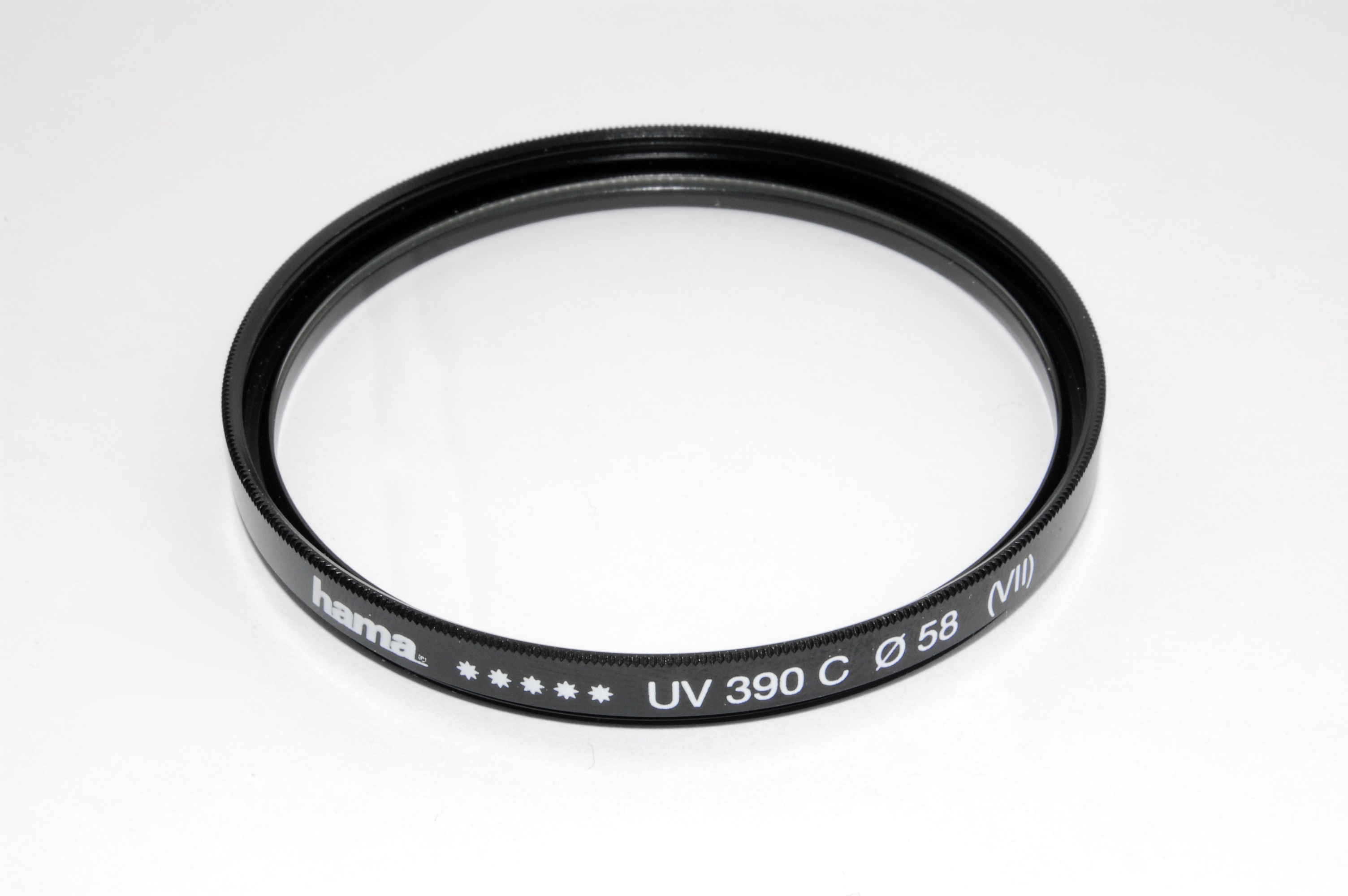
Filtr UV
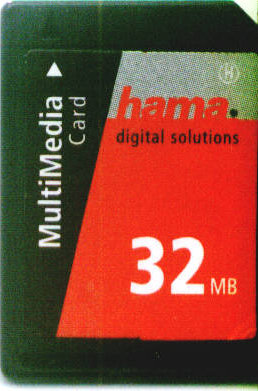
Karta pamięci firmy Hama standardu MultiMedia Card